# 和泉府中駅

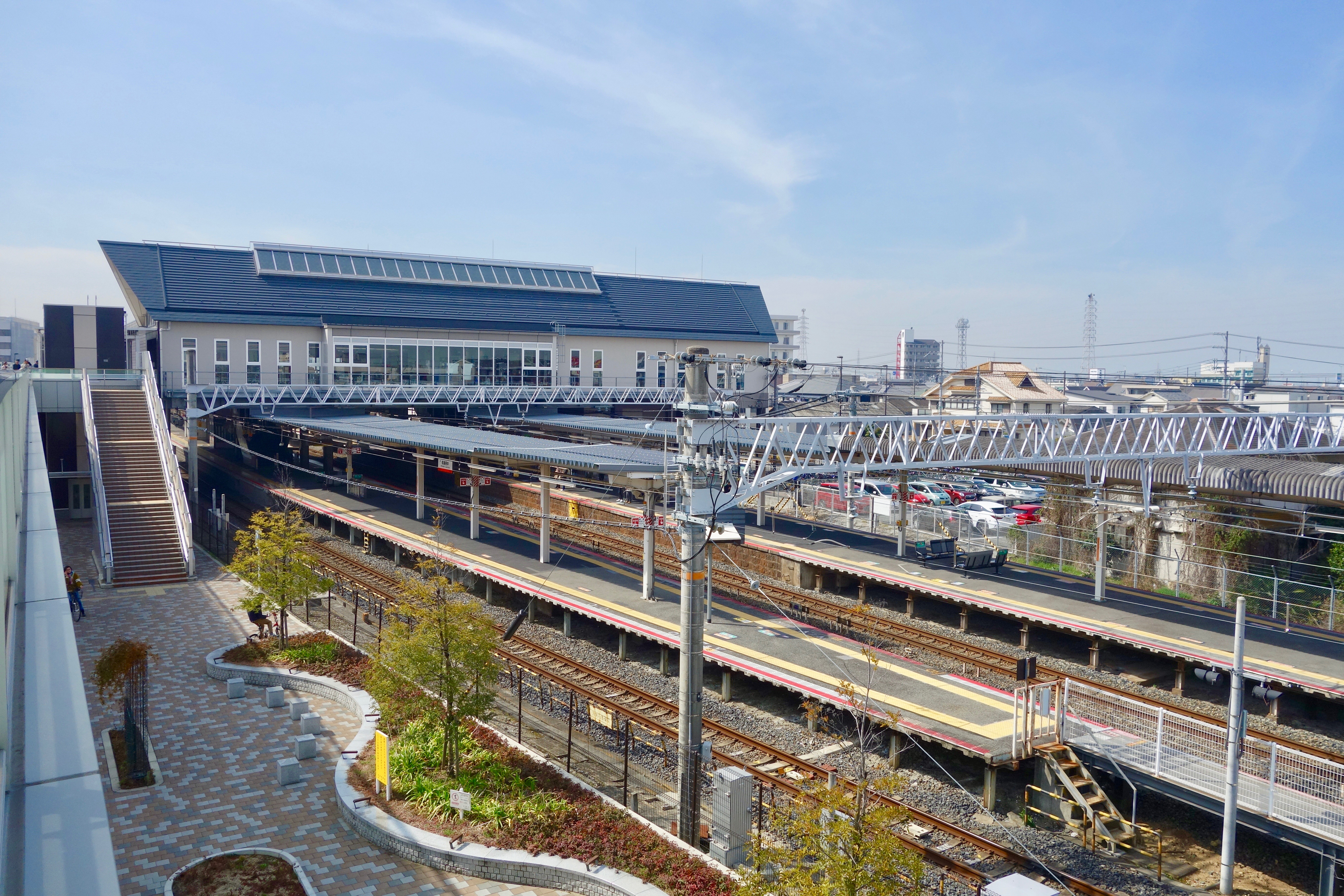
全景（2018年3月）

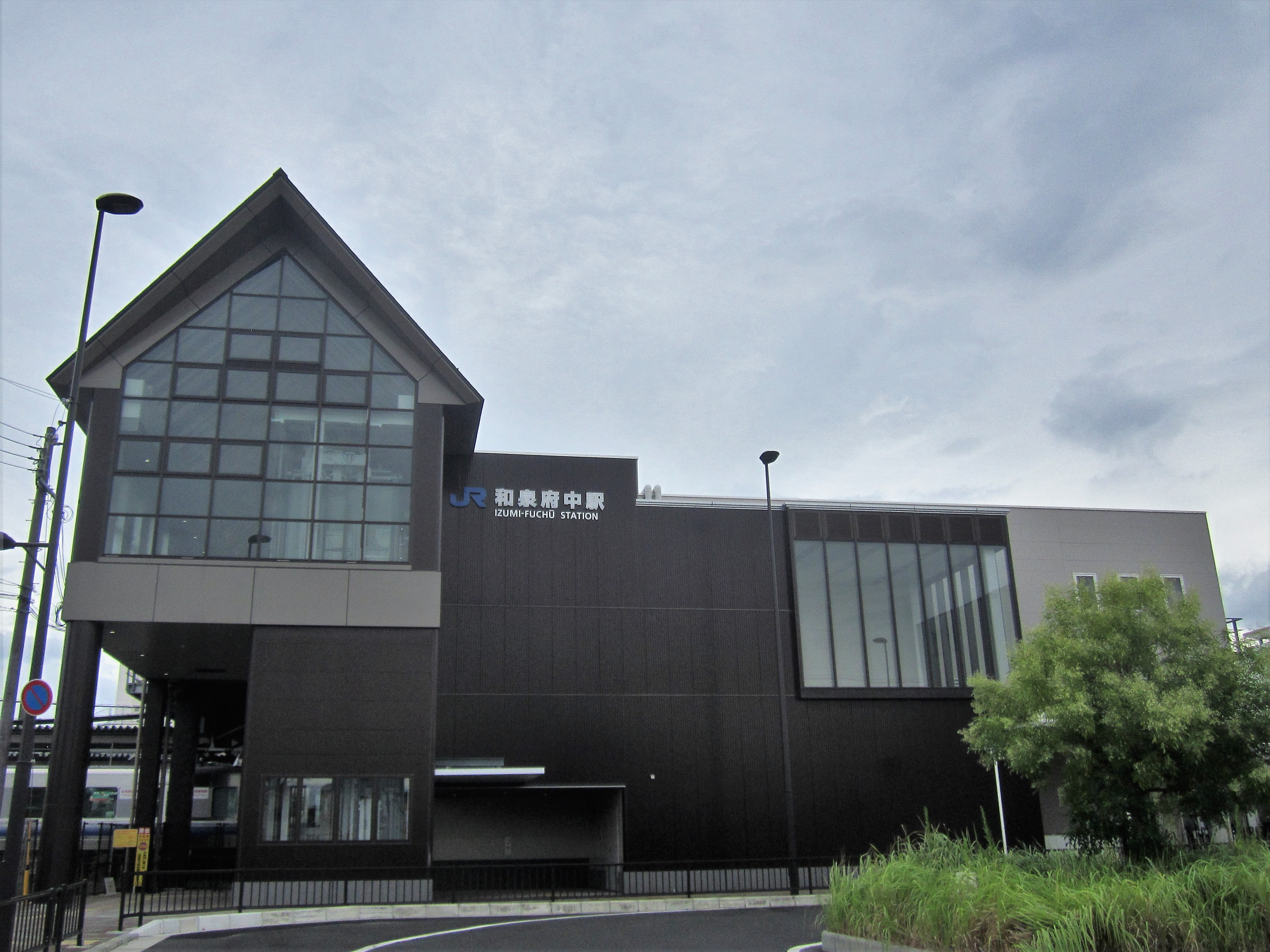
西口（2019年8月）

和泉府中駅（いずみふちゅうえき）は、大阪府和泉市府中町一丁目にある、西日本旅客鉄道（JR西日本）阪和線の駅。駅番号はJR-R37。事務管コードは▲621917。

## 概要
和泉市の代表駅である。
駅の所在地は和泉市であるが、駅の西側および北側は泉大津市であり、同市穴師地区を中心に通勤・通学の足として当駅を利用する者が少なくない。

## 歴史
- 1929年（昭和4年）7月18日：阪和電気鉄道の部分開業の終着駅として開業[1][3]。
- 1930年（昭和5年）6月16日：阪和電気鉄道が阪和東和歌山駅（現在の和歌山駅）まで延伸し、途中駅となる[1][4]。
- 1933年（昭和8年）10月28日：貨物積卸場増築願届出[5]。
- 1936年（昭和11年）9月17日：貨物倉庫新設願届出[5]。
- 1939年（昭和14年）下半期：ホームを延長し4両編成に対応[6]。
- 1940年（昭和15年）12月1日：会社合併により、南海鉄道山手線の駅となる[1]。
- 1944年（昭和19年）5月1日：戦時買収により国有化され、運輸通信省（国鉄）阪和線の駅となる[1][7]。
- 1951年（昭和26年）3月：駅舎改築。
- 1978年（昭和53年）4月1日：貨物の取り扱いが廃止[8]。
- 1985年（昭和60年）3月14日：荷物扱い廃止[8]。
- 1987年（昭和62年）4月1日：国鉄分割民営化により西日本旅客鉄道（JR西日本）の駅となる[1][8]。
- 1993年（平成5年）7月1日：阪和線運行管理システム（初代）導入。
- 1998年（平成10年）5月30日：自動改札機を設置し、供用開始[9]。
- 2003年（平成15年）11月1日：ICカード「ICOCA」の利用が可能となる[10]。
- 2009年（平成21年）10月26日：駅近くの民間駐車場、パーク24「タイムズ」和泉府中駅前第2と「パーク＆ICOCA」を開始[11]。
- 2013年（平成25年）
  - 5月24日：自由通路の使用を開始。
  - 5月25日：橋上駅舎の使用を開始。
  - 9月28日：阪和線運行管理システムを2代目のものに更新。
- 2014年（平成26年）4月1日：駅前新バスターミナルが使用を開始し、近隣の全てのバスが乗り入れを開始。これに伴い「和泉府中車庫前」停留所が廃止された[12]。
- 2018年（平成30年）3月17日：駅ナンバリングが導入され、使用を開始。

## 駅構造
島式ホーム2面4線で待避設備を持つ地上駅で、橋上駅舎を有する。ホーム有効長は特急電車9両編成分である。
駅長が配置された直営駅であり、管理駅として阪和線北信太駅 - 和泉橋本駅間と関西空港線の各駅を管轄している。
ICカード「ICOCA」を利用することができる（相互利用可能ICカードはICOCAの項を参照）。

### のりば
| のりば | 路線   | 方向 | 行先                       |
| ------ | ------ | ---- | -------------------------- |
| 1・2   | 阪和線 | 下り | 熊取・関西空港・和歌山方面 |
| 3・4   | 阪和線 | 上り | 鳳・天王寺・大阪方面       |

- 2・3番のりばが本線、1・4番のりばが待避線である。日中には特急の通過待ちを行わない列車でも1・4番のりばから発車する列車がある。1番のりばからは天王寺方面への発車も可能で、以前はこのホームから折り返しての当駅始発列車もあったが、2017年3月4日改正現在では該当する定期列車は発着していない。また、22時55分に当駅止まりの列車（折り返し鳳行き回送列車）が設定されている。

快速停車駅であるが、2003年（平成15年）3月15日のダイヤ改正により一部の特急「はるか」が停車、また2004年（平成16年）10月16日のダイヤ改正により朝と夜の1往復のみ特急「スーパーくろしお」が停車しており、2011年（平成23年）3月12日のダイヤ改正により朝の上り2本のみ特急「くろしお」「スーパーくろしお」、夜の下り1本のみ特急「オーシャンアロー」がそれぞれ停車している。これらは2012年（平成24年）3月17日のダイヤ改正により「くろしお」の名称に統一された。

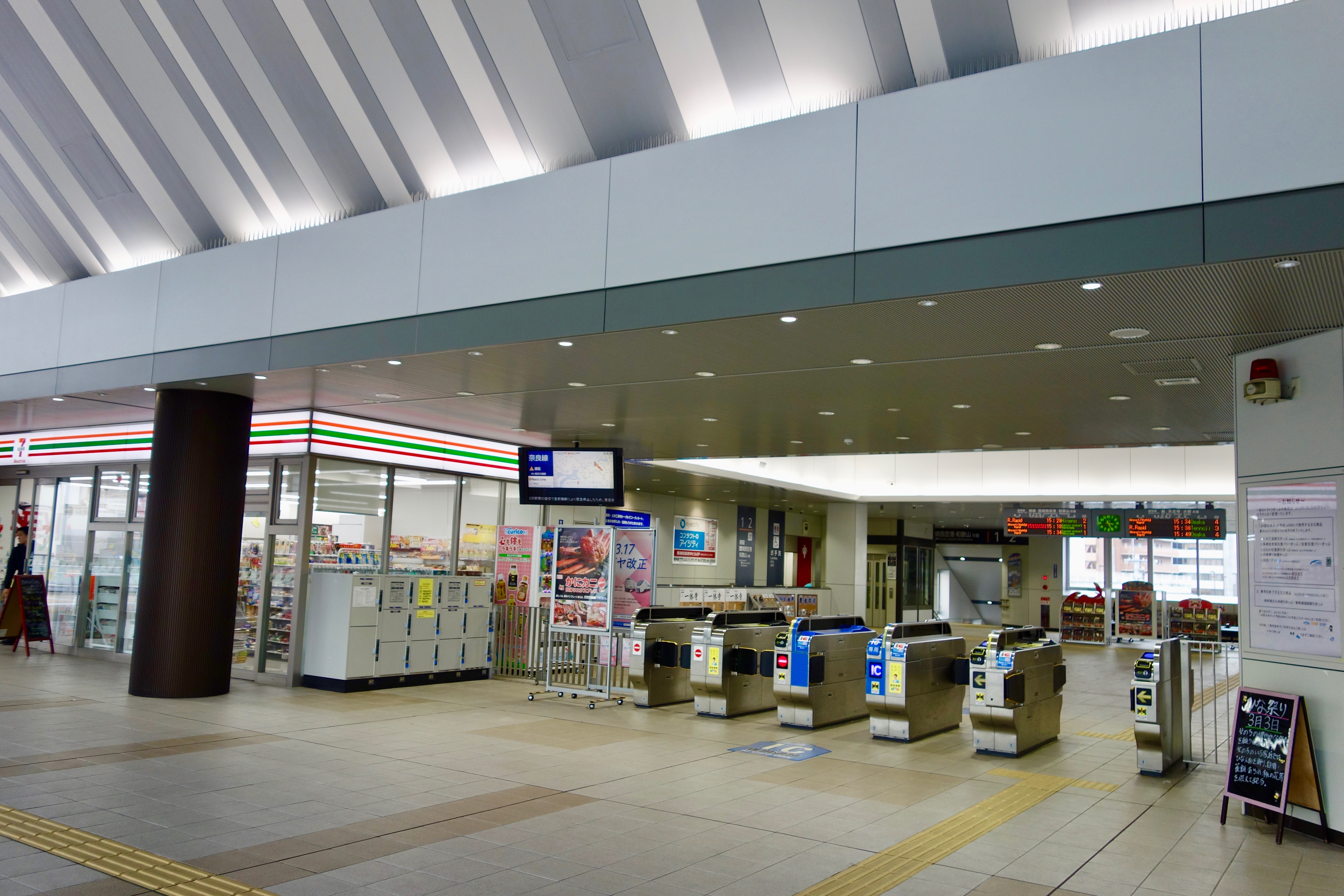
改札口（2018年3月）
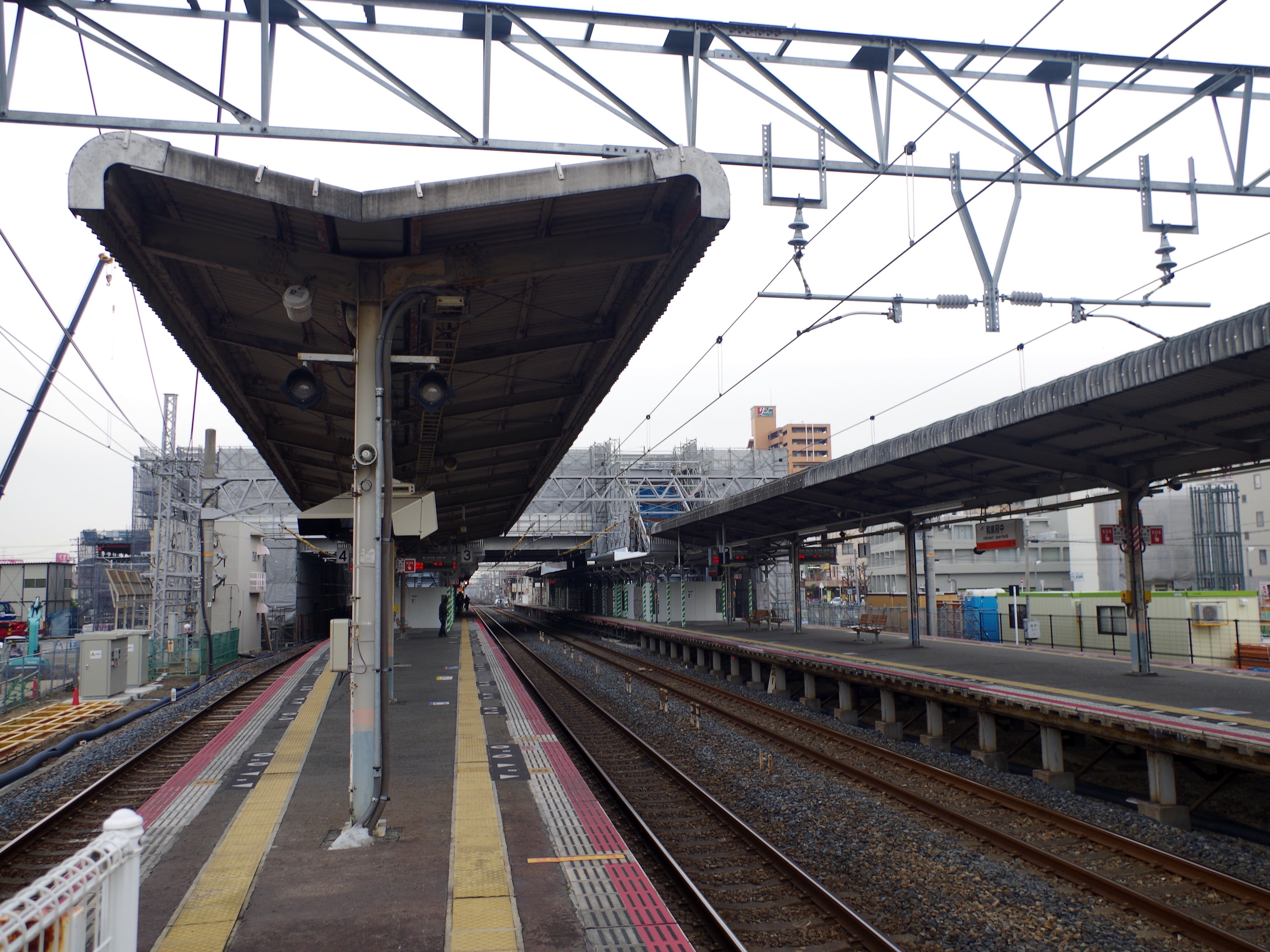
ホーム（2012年12月）

### 駅舎橋上化工事
和泉府中駅周辺の再開発に伴って橋上駅舎が設置され、自由通路は2013年（平成25年）5月24日（金曜日）午前9時30分から行う式典終了後に、橋上駅舎は翌日の5月25日（土曜日）始発から使用が開始された。
橋上駅舎の使用開始に伴い閉鎖された旧駅舎は、天王寺方の端にあったためホームまでの動線が長く、駅西側に出口がないという欠点を抱えていた。新駅舎には自由通路にエレベーター2基・エスカレーター2基（上り）、改札内にエレベーター2基・エスカレーター4基（上下各2基）・男女共同の多目的トイレが設置され、バリアフリー化が図られた。また、駅西口が開設され、駅西側にも初めて自転車、原動機付自転車の駐輪場が整備された。駅機能としては、新幹線や特急列車の切符や定期券の購入が可能なみどりの券売機が設置された代わりに、係員配置のみどりの窓口の営業時間が22時まで（旧駅舎では23時）に短縮された。
新しい橋上駅舎は、弥生時代中期の環濠集落遺跡である池上・曽根遺跡で発掘された高床建物「いずみの高殿」をモチーフに、船を連想させるデザインとなっている。延べ床面積は約1,140平方メートルである。

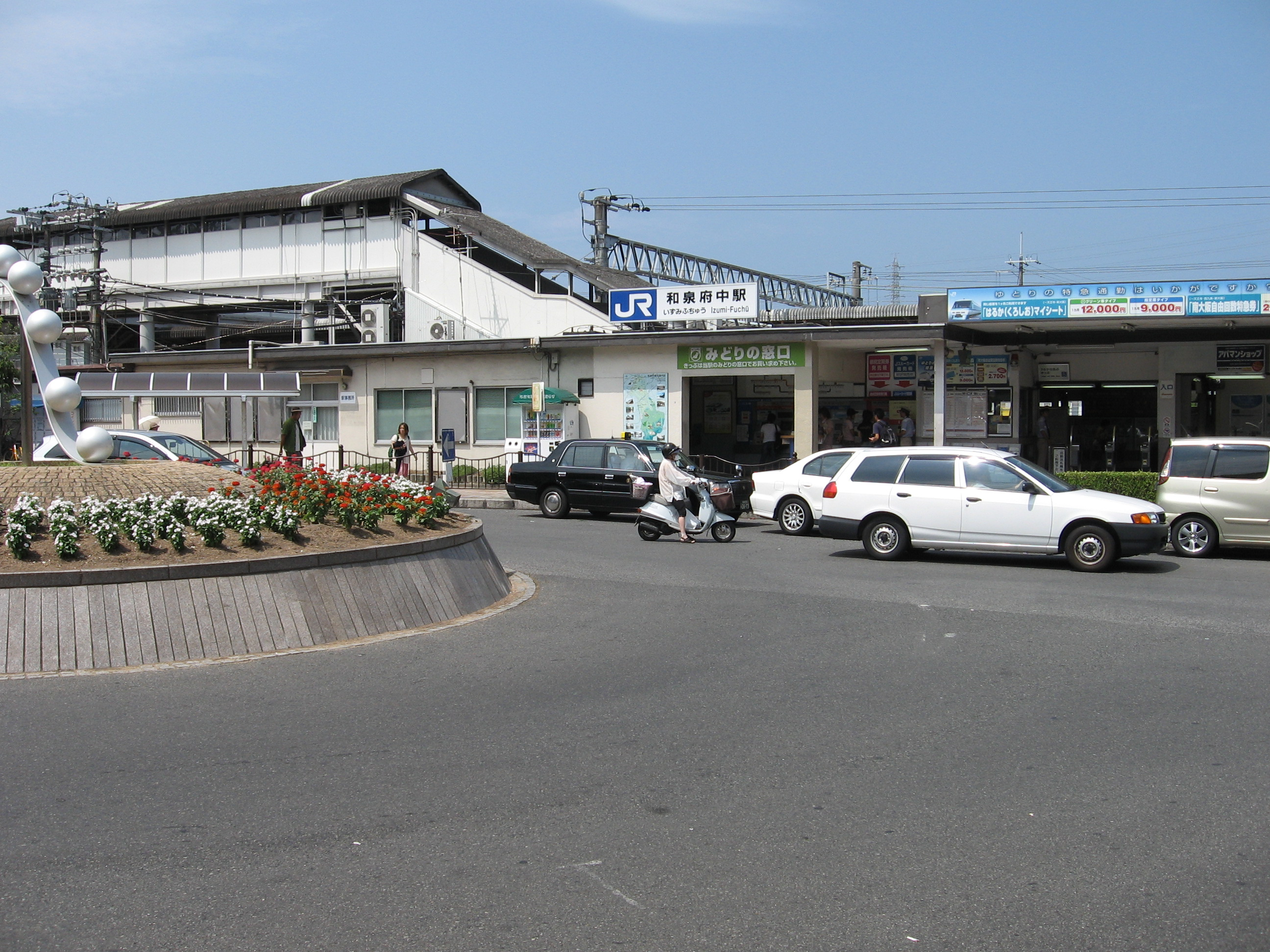
旧駅舎（2006年8月）

## 利用状況
2023年（令和5年）度の1日平均乗車人員は15,784人である。阪和線・関西空港線の途中駅では三国ケ丘駅・鳳駅についで第3位の利用者数である。また和泉市以南の泉州地域の駅として、及び阪和線で乗り換え路線がない駅としても最も乗車人員が多い。
各年度の1日の平均乗車人員は以下の通りである。
| 年度               | 1日平均 乗車人員 | うち定期 | 定期率 | 出典          |
| ------------------ | ---------------- | -------- | ------ | ------------- |
| 1988年（昭和63年） | 14,009           | 9,829    | 70.2%  | [ 大阪府 1 ]  |
| 1989年（平成元年） | 14,473           | 10,014   | 69.2%  | [ 大阪府 1 ]  |
| 1990年（平成02年） | 15,374           | 10,646   | 69.2%  | [ 大阪府 2 ]  |
| 1991年（平成03年） | 15,440           | 10,696   | 69.3%  | [ 大阪府 3 ]  |
| 1992年（平成04年） | 15,669           | 10,967   | 70.0%  | [ 大阪府 4 ]  |
| 1993年（平成05年） | 15,823           | 11,075   | 70.0%  | [ 大阪府 5 ]  |
| 1994年（平成06年） | 15,864           | 11,063   | 69.7%  | [ 大阪府 6 ]  |
| 1995年（平成07年） | 15,672           | 10,837   | 69.1%  | [ 大阪府 7 ]  |
| 1996年（平成08年） | 15,973           | 11,072   | 69.3%  | [ 大阪府 8 ]  |
| 1997年（平成09年） | 15,732           | 10,991   | 69.9%  | [ 大阪府 9 ]  |
| 1998年（平成10年） | 15,459           | 10,809   | 69.9%  | [ 大阪府 10 ] |
| 1999年（平成11年） | 15,097           | 10,522   | 69.7%  | [ 大阪府 11 ] |
| 2000年（平成12年） | 15,065           | 10,479   | 69.6%  | [ 大阪府 12 ] |
| 2001年（平成13年） | 14,938           | 10,396   | 69.6%  | [ 大阪府 13 ] |
| 2002年（平成14年） | 14,776           | 10,398   | 70.4%  | [ 大阪府 14 ] |
| 2003年（平成15年） | 14,860           | 10,504   | 70.7%  | [ 大阪府 15 ] |
| 2004年（平成16年） | 14,900           | 10,726   | 72.0%  | [ 大阪府 16 ] |
| 2005年（平成17年） | 14,928           | 10,776   | 72.2%  | [ 大阪府 17 ] |
| 2006年（平成18年） | 15,051           | 10,931   | 72.6%  | [ 大阪府 18 ] |
| 2007年（平成19年） | 15,073           | 11,021   | 73.1%  | [ 大阪府 19 ] |
| 2008年（平成20年） | 15,236           | 11,132   | 73.1%  | [ 大阪府 20 ] |
| 2009年（平成21年） | 15,303           | 11,312   | 73.9%  | [ 大阪府 21 ] |
| 2010年（平成22年） | 15,492           | 11,493   | 74.2%  | [ 大阪府 22 ] |
| 2011年（平成23年） | 15,993           | 11,945   | 74.7%  | [ 大阪府 23 ] |
| 2012年（平成24年） | 16,337           | 12,195   | 74.6%  | [ 大阪府 24 ] |
| 2013年（平成25年） | 16,990           | 12,675   | 74.6%  | [ 大阪府 25 ] |
| 2014年（平成26年） | 16,982           | 12,575   | 74.0%  | [ 大阪府 26 ] |
| 2015年（平成27年） | 17,431           | 12,892   | 74.0%  | [ 大阪府 27 ] |
| 2016年（平成28年） | 17,580           | 13,006   | 74.0%  | [ 大阪府 28 ] |
| 2017年（平成29年） | 17,632           | 13,020   | 73.8%  | [ 大阪府 29 ] |
| 2018年（平成30年） | 17,504           | 12,887   | 73.6%  | [ 大阪府 30 ] |
| 2019年（令和元年） | 17,521           | 12,863   | 73.4%  | [ 大阪府 31 ] |
| 2020年（令和02年） | 14,019           | 10,787   | 76.9%  | [ 大阪府 32 ] |
| 2021年（令和03年） | 14,430           | 11,006   | 76.3%  | [ 大阪府 33 ] |
| 2022年（令和04年） | 15,501           | 11,439   | 73.8%  | [ 大阪府 34 ] |
| 2023年（令和05年） | 15,784           | 11,441   | 72.5%  | [ 大阪府 35 ] |

## 駅周辺

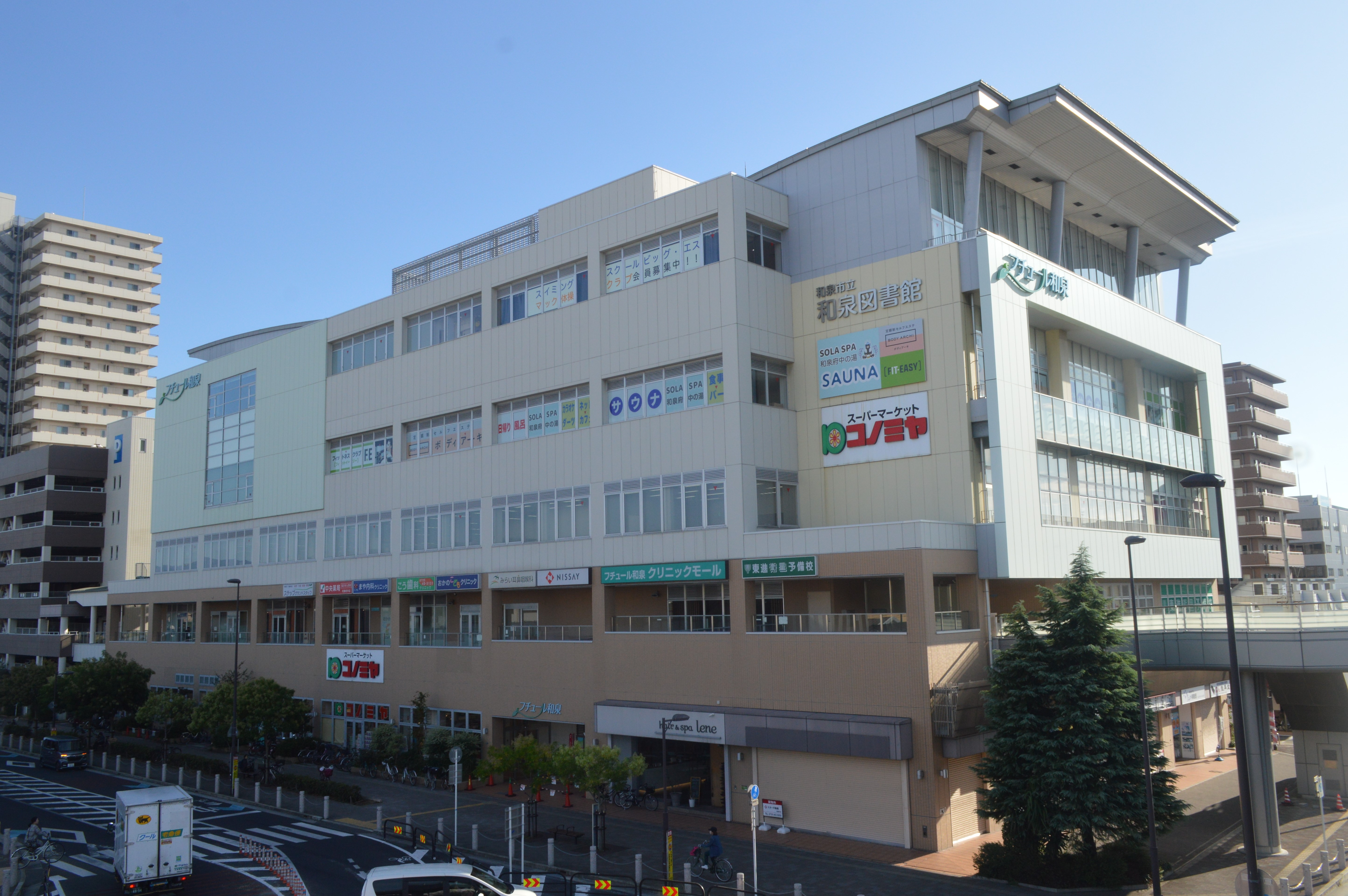
フチュール和泉

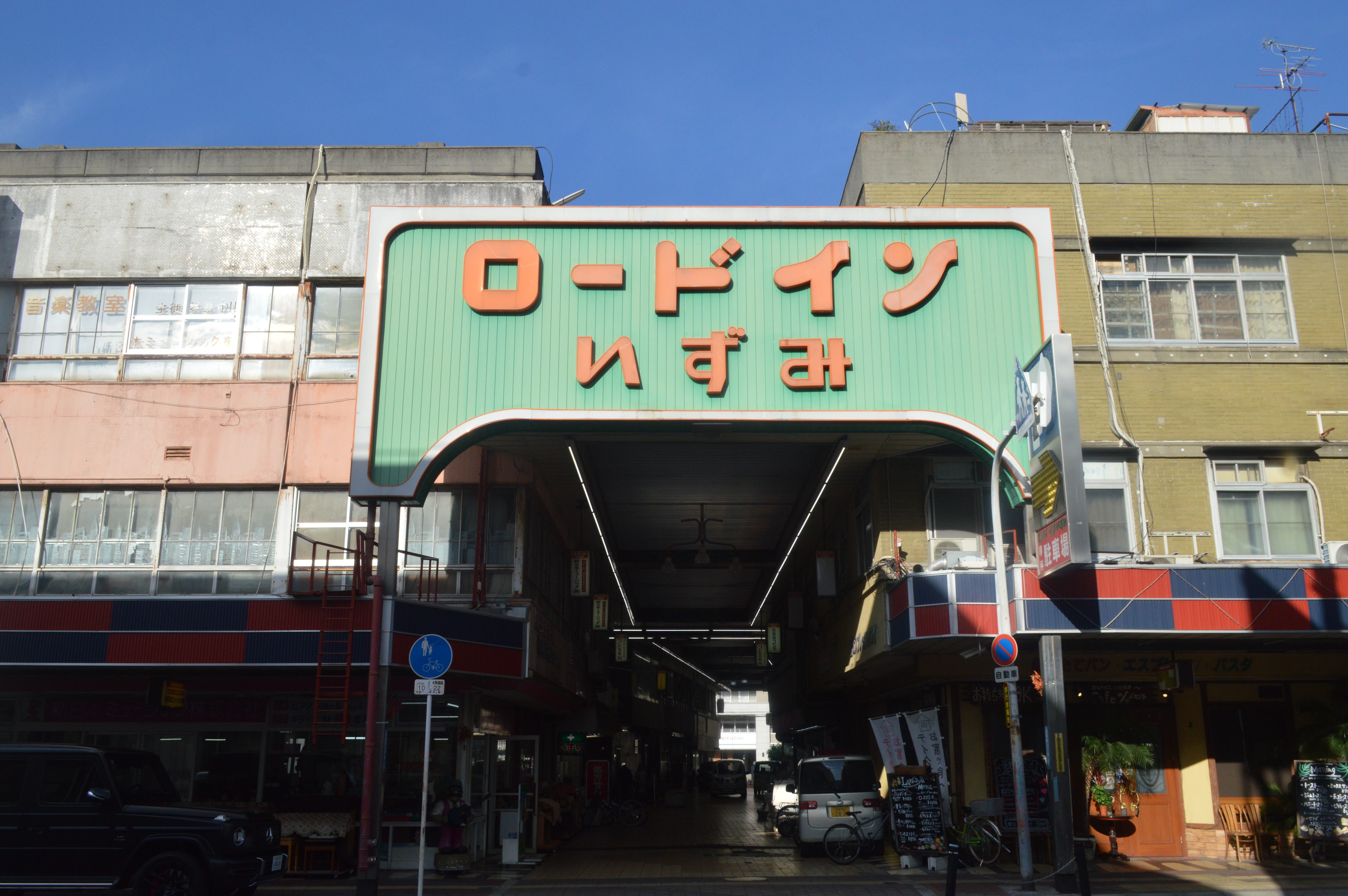
ロードインいずみ（和泉府中駅前商店街）

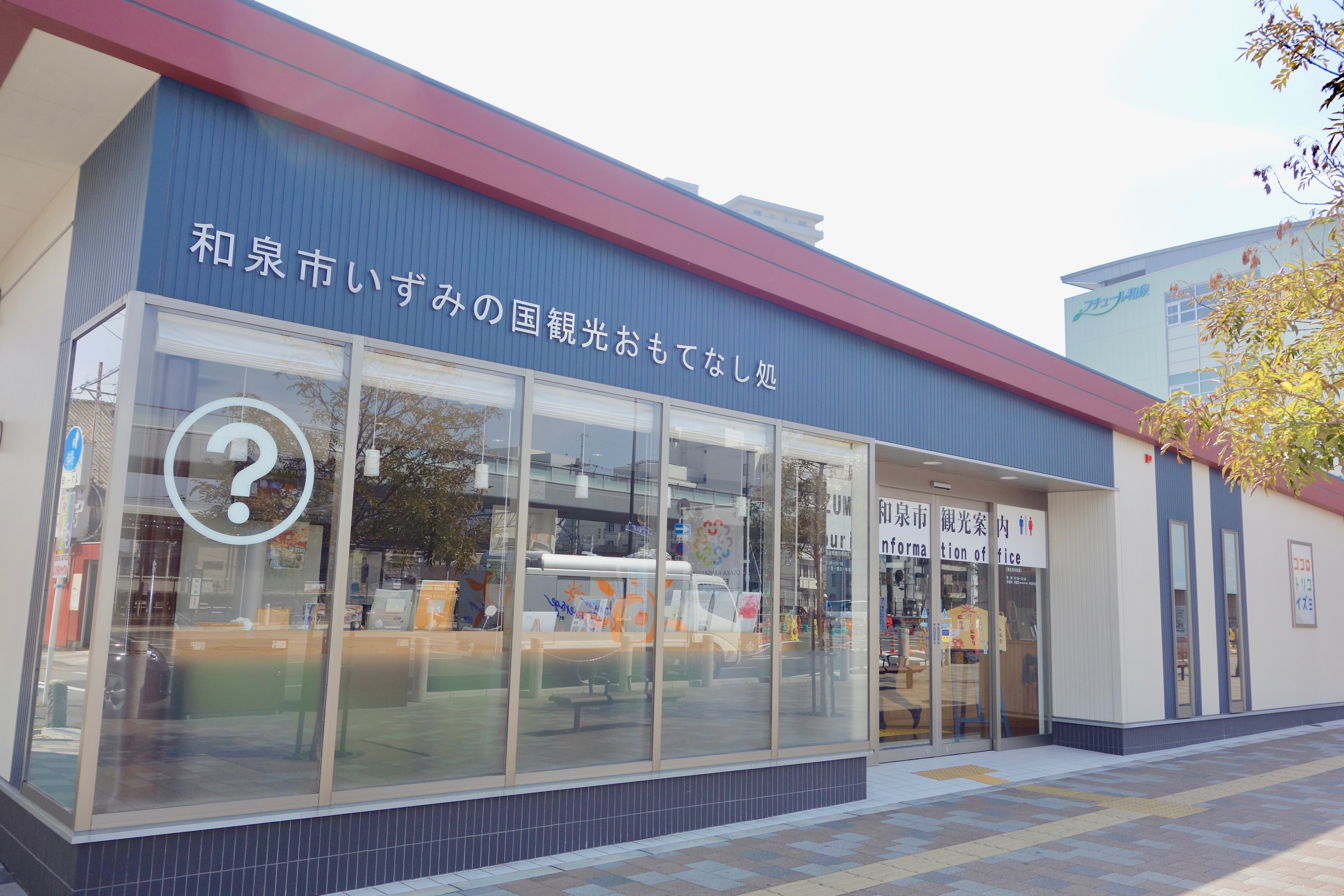
いずみの国観光おもてなし処（観光案内所）

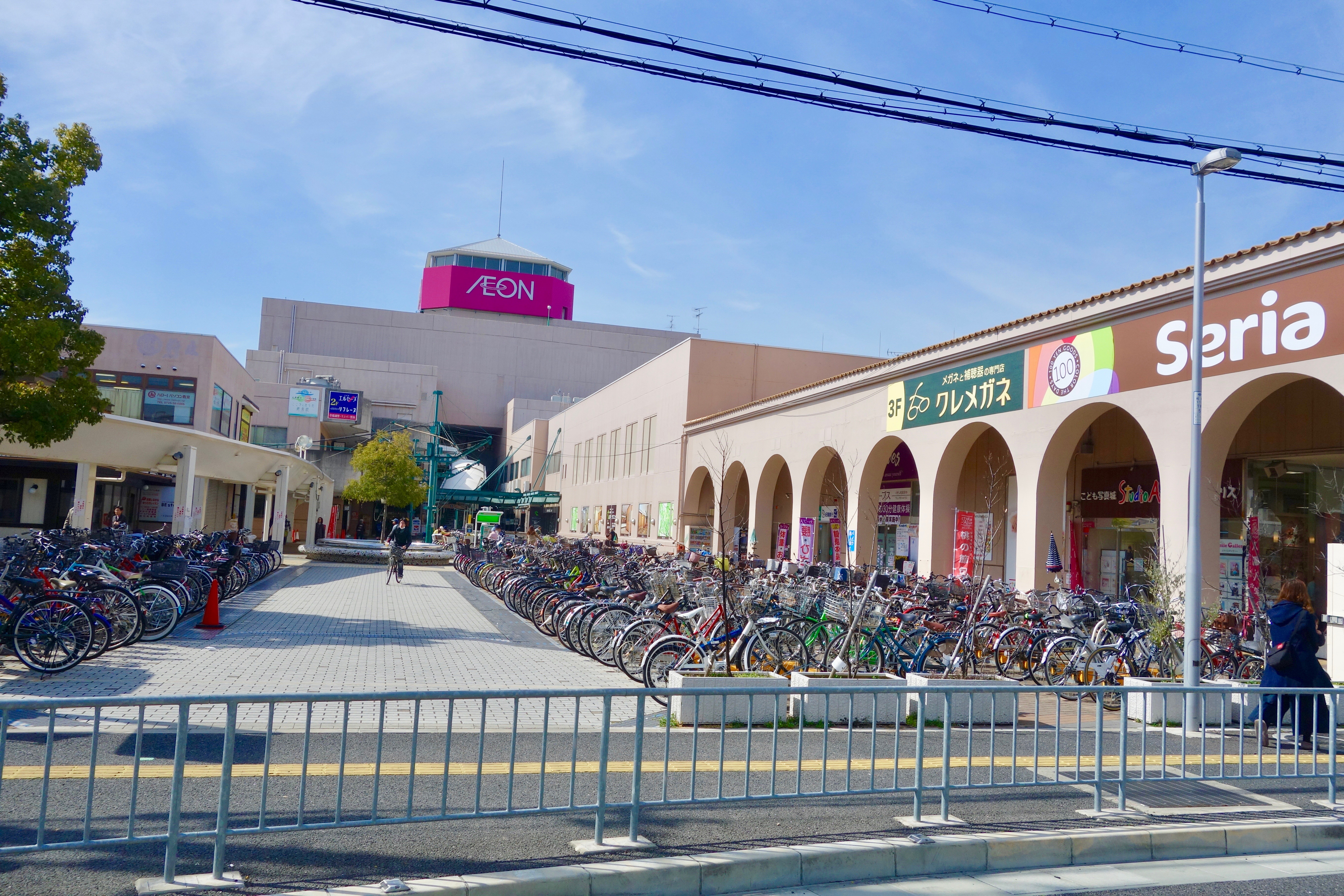
イオン和泉府中店

東口はペデストリアンデッキでフチュール和泉（再開発ビル）およびロードインいずみ（駅前商店街）と結ばれている。西口周辺にはイオンとイズミヤがある。

### 公共施設
- 和泉市役所
- 和泉市立和泉図書館（フチュール和泉内）
- 和泉市立総合福祉会館
- 市民プール
- 市民会館（和泉市役所前）
- コミュニティセンター（和泉市役所前）
- 和泉市立市民体育館
- 和泉市民球場
- 大阪府和泉保健所
- 大阪府和泉警察署
- 和泉市高齢者職業相談コーナー - 泉大津公共職業安定所（ハローワーク泉大津）の出先機関で、和泉市立総合福祉会館内に設置されている。

### 医療機関
- 和泉市立総合医療センター - 1963年に公立和泉病院分院（泉大津市、和泉市病院組合）として開院。その後、1972年に「和泉市立病院」に改称し、正式な病院となる。2018年に移転し、現名称に改称。
- 和泉市立保健センター
- 和泉市立休日急病診療所
- 府中病院
- 府中クリニック[18]

### 商業施設
- ロードインいずみ（和泉府中駅前商店街）
- 和泉市中央商店街（大津街道）
- コノミヤ和泉府中店（フチュール和泉内）
- イオン和泉府中店（旧和泉府中サティ）
- カナートモール和泉府中（デイリーカナートイズミヤ 和泉府中店ほか）（泉大津市）
- 万代和泉府中店
- 山陽マルナカ泉大津店（泉大津市）
- 丸進伯太店
- 日本郵便 和泉府中郵便局

### 宿泊施設
- ホテルルートイン大阪和泉府中

### 学校
- 和泉市立国府小学校
- 和泉市立和泉中学校
- 大阪府立伯太高等学校
- 大阪府立泉大津高等学校
- 大阪健康福祉専門学校

### その他
- 国道480号
- 泉井上神社
- 和泉市観光レンタサイクル

## バス路線
駅東口のバスロータリーに南海バスが発着する。停留所名は「和泉府中駅前」。
1番のりば前方には南海バスが和泉市より委託を受け運行しているコミュニティバス「めぐ〜る」ののりばがある。また4番のりばからは桃山学院大学への直通通学バス（372V・373系統）が発着している。
その他、梅田・なんば及び中もず駅前から出ている南海深夜急行バスも当駅に停車する（いずれも当停留所が終点）。かつては深夜急行バスも和泉府中車庫前を終着停留所としていた。
駅前バスターミナルが整備される前は、南海バスの1系統、61系統及び和泉市路線維持運行バス黒鳥線（旧南海バス黒鳥線）、コミュニティバスのみが旧駅舎に最も近い「和泉府中駅前」、泉大津駅前発着系統が国道480号線の踏切付近にある「和泉府中車庫前」から発着していた。また、61系統とコミュニティバス「めぐ～る」は府道30号線沿いの「和泉府中駅筋」停留所も利用していた。車庫前停留所は名の示す通り、バスの折返場が付近に存在したが、480号線のアンダーパス化に伴う工事の影響でこれらの機能が廃止された。また停留所が二手に分かれ、非常に使いづらくなっていたが、これらの問題点は駅前ターミナルの開設で解決されることになった。
整備後の2014年4月1日のダイヤ改正をもって近隣を走る全てのバスが「和泉府中駅前」からの発着となっている。なおこれに伴い「和泉府中車庫前」停留所は廃止（ただし、秋季祭礼の際は駅前ターミナルが使用できないため、臨時停留所として復活する）され、全てのバスは踏切手前の地下道を通るようになった。また、「和泉府中駅前」は旧駅舎付近からの移設となり、旧停留所部分は同じく供用廃止となった。「和泉府中駅筋」については、コミュニティバス「めぐ～る」の停留所のみ存続し、61系統は経由しなくなった。
| のりば | 路線名         | 系統・行先                               | 備考                                                   |
| ------ | -------------- | ---------------------------------------- | ------------------------------------------------------ |
| 1      | 和泉中央線     | 301系統：和泉中央駅                      |                                                        |
| 1      | 和泉中央線     | 301V系統：和泉中央駅                     | 和泉市立総合医療センター玄関口経由。平日のみ運行       |
| 1      | 和泉中央線     | 311系統：ららぽーと和泉前                | 土休日の日中のみ運行                                   |
| 1      | 和泉中央線     | 311V系統：ららぽーと和泉前               | 和泉市立総合医療センター玄関口経由。平日の日中のみ運行 |
| 1      | 鶴山台団地線   | 361系統：北信太駅筋                      | 平日1本・土休日4本のみ運行                             |
| 2      | 泉大津光明池線 | 320系統：光明池駅                        | 変電所前経由。平日朝2本のみ運行                        |
| 2      | 泉大津光明池線 | 321系統：光明池駅                        | 和泉中央駅は経由しない。平日夕方3本のみ運行            |
| 2      | 泉大津光明池線 | 321V系統：光明池駅                       |                                                        |
| 2      | 阪本線         | 332系統：和泉青葉台                      | 朝夕の運行                                             |
| 2      | 阪本線         | 335系統：和泉中央駅                      | 阪本経由                                               |
| 2      | 寺門線         | 344系統：和泉中央駅                      | 和泉市役所前経由                                       |
| 3      |                | 321・321V・332・335・344系統：泉大津駅前 |                                                        |

## 隣の駅
西日本旅客鉄道（JR西日本）
 阪和線
- 特急「はるか」「くろしお」一部停車駅

■関空快速・■紀州路快速・■快速・■直通快速
鳳駅 (JR-R33) - 和泉府中駅 (JR-R37) - 東岸和田駅 (JR-R40)
■区間快速・■普通
信太山駅 (JR-R36) - 和泉府中駅 (JR-R37) - 久米田駅 (JR-R38)

### 記事本文

### 利用状況
1. ↑  大阪府統計年鑑 - 大阪府

#### 大阪府統計年鑑
1. 1 2  大阪府統計年鑑（平成2年） (PDF)
2. ↑  大阪府統計年鑑（平成3年） (PDF)
3. ↑  大阪府統計年鑑（平成4年） (PDF)
4. ↑  大阪府統計年鑑（平成5年） (PDF)
5. ↑  大阪府統計年鑑（平成6年） (PDF)
6. ↑  大阪府統計年鑑（平成7年） (PDF)
7. ↑  大阪府統計年鑑（平成8年） (PDF)
8. ↑  大阪府統計年鑑（平成9年） (PDF)
9. ↑  大阪府統計年鑑（平成10年） (PDF)
10. ↑  大阪府統計年鑑（平成11年） (PDF)
11. ↑  大阪府統計年鑑（平成12年） (PDF)
12. ↑  大阪府統計年鑑（平成13年） (PDF)
13. ↑  大阪府統計年鑑（平成14年） (PDF)
14. ↑  大阪府統計年鑑（平成15年） (PDF)
15. ↑  大阪府統計年鑑（平成16年） (PDF)
16. ↑  大阪府統計年鑑（平成17年） (PDF)
17. ↑  大阪府統計年鑑（平成18年） (PDF)
18. ↑  大阪府統計年鑑（平成19年） (PDF)
19. ↑  大阪府統計年鑑（平成20年） (PDF)
20. ↑  大阪府統計年鑑（平成21年） (PDF)
21. ↑  大阪府統計年鑑（平成22年） (PDF)
22. ↑  大阪府統計年鑑（平成23年） (PDF)
23. ↑  大阪府統計年鑑（平成24年） (PDF)
24. ↑  大阪府統計年鑑（平成25年） (PDF)
25. ↑  大阪府統計年鑑（平成26年） (PDF)
26. ↑  大阪府統計年鑑（平成27年） (PDF)
27. ↑  大阪府統計年鑑（平成28年） (PDF)
28. ↑  大阪府統計年鑑（平成29年） (PDF)
29. ↑  大阪府統計年鑑（平成30年） (PDF)
30. ↑  大阪府統計年鑑（令和元年） (PDF)
31. ↑  大阪府統計年鑑（令和2年） (PDF)
32. ↑  大阪府統計年鑑（令和3年） (PDF)
33. ↑  大阪府統計年鑑（令和4年） (PDF)
34. ↑  大阪府統計年鑑（令和5年） (PDF)
35. ↑  大阪府統計年鑑（令和6年） (PDF)